# Ginepro (araldica)
In araldica il ginepro compare per lo più in stemmi di araldica civica portati da comunità nel cui territorio è ben sviluppata tale coltivazione o come arma parlante. Il ginepro è stato spesso assunto nello stemma da chi voleva esprimere gratitudine per essere stato salvato in una mischia, così come da chi si era segnalato per prudenza o per saggio consiglio.

D'argento, al ginepro al naturale
D'oro al ginepro sradicato di tre radici di verde, accompagnato in capo da due torte di azzurro[2] (La Ginebrosa, Spagna)
Due piante dì ginepro (Schmachtendorf, Oberhausen, Germania)
Nel secondo, d'oro, al ramo di ginepro di azzurro (Steinhagen, Germania)